# Sârbi (Botoșani)
Sârbi ist ein Dorf im Kreis Botoșani in Rumänien. Es ist Teil der Gemeinde Vlăsinești.
Sârbi liegt in der historischen Region Moldau auf einer Höhe von etwa 108 Meter über dem Meeresspiegel. Etwa 15 Kilometer weiter östlich verläuft die moldawisch-rumänische Grenze. Der Name des Dorfes Sârbi ist bedeutungsgleich mit der rumänischen Bezeichnung für die Serben.

## Quelle
- Geographie Sârbi